# UMassミニットメン&ミニットウィメン
UMassミニットメン（英: UMass Minutemen、発音: ユーマス・ミニットメン）および UMassミニットウィメン（英: UMass Minutewomen、発音: ユーマス・ミニットウィメン）は、アメリカ合衆国のマサチューセッツ大学アマースト校のスポーツ競技チーム。NCAAディビジョンI所属。

## 競技チーム
| 男子スポーツ                            | 女子スポーツ       |
| --------------------------------------- | ------------------ |
| 野球                                    | バスケットボール   |
| バスケットボール                        | クロスカントリー   |
| クロスカントリー                        | フィールドホッケー |
| フットボール                            | ラクロス           |
| アイスホッケー                          | ローイング         |
| ラクロス                                | サッカー           |
| サッカー                                | ソフトボール       |
| 水泳・飛込                              | 水泳・飛込         |
| 陸上†                                   | テニス             |
|                                         | 陸上†              |
| †屋外競技チームと室内競技チームがある。 |                    |